# Molophilus kulai
Molophilus kulai là một loài ruồi trong họ Limoniidae. Chúng phân bố ở miền Australasia.